# Extravagance (1919)
Extravagance is een Amerikaanse dramafilm uit 1919 onder regie van Victor Schertzinger. De film is wellicht zoekgeraakt.

## Verhaal
Helen Douglas is een vrouw uit de betere kringen met een gat in haar hand. Door haar spilzucht dreigt haar man bankroet te gaan. Ze droomt dat hij op het punt staat zichzelf van kant te maken om haar hang naar weelde te kunnen bekostigen. Wanneer Helen wakker wordt, is ze een beter mens geworden.

## Rolverdeling
| Acteur           | Personage      |
| ---------------- | -------------- |
| Dorothy Dalton   | Helen Douglas  |
| Charles Clary    | Alan Douglas   |
| J. Barney Sherry | Hartley Crance |
| Donald MacDonald | William Windom |
| Philo McCullough | Billy Braden   |